# Exocentrus flemingiae
Exocentrus flemingiae là một loài bọ cánh cứng trong họ Cerambycidae.